# Tristachya nodiglumis
Tristachya nodiglumis är en gräsart som beskrevs av Karl Moritz Schumann. Tristachya nodiglumis ingår i släktet Tristachya och familjen gräs. Inga underarter finns listade i Catalogue of Life.